# Johannes Dürrstein
Johannes Dürrstein (22 de agosto de 1845 - 7 de mayo de 1901) fue un empresario alemán, fundador de la Uhrenfabrik Union en Glashütte.

## Semblanza
Dürrstein creció en una familia de clase media y realizó un aprendizaje en la empresa empresa relojera mayorista de Fráncfort Ludwig & Fries. Su trabajo le llevó a viajar extensamente por Suiza, donde conoció a los principales fabricantes de relojes del país.
El 19 de enero de 1874, Dürrstein fundó el mayorista de relojes "Dürrstein & Co." en Dresde y estableció una red comercial en Alemania, el Imperio austrohúngaro, Bohemia y Suiza. Se dio cuenta de que existía un gran mercado para un reloj económico y de uso diario para gran parte de la población. Con el tiempo llegó a vender hasta 50.000 relojes de bolsillo anualmente, que obtenía de proveedores radicados en Suiza.
Ya en 1874, Dürrstein negoció un contrato con Ferdinand Adolph Lange de Glashütte para la distribución exclusiva de los relojes Lange. Sin embargo, los relojes de precisión no se vendieron tan bien como se esperaba, ya que su mayor calidad también implicaba precios más elevados. Dürrstein convenció a A. Lange & Söhne para que produjera una versión más sencilla y económica de los relojes de bolsillo, la llamada calidad DUF, que posteriormente se vendió bien.  Después de 1880, Dürrstein introdujo la marca "Union", que había producido en Suiza. La marca registrada de estos relojes de bolsillo "Union" era una campana con cinco estrellas en la caja y el movimiento, aunque la marca no aparecía en la esfera. En 1885, su hermano Friedrich Dürrstein se convirtió en socio de la empresa.
El deseo de Dürrstein de fabricar más relojes de bolsillo Glashütte a precios comparativamente asequibles lo llevó a fundar su propia manufactura en Glashütte, el centro de la relojería de precisión alemana de la época. El 1 de enero de 1893, fundó la "Uhrenfabrik Union, Glashütte i.S." (Fábrica de Relojes Union, Glashütte i.S.), trasladó la mayor parte de la producción de Suiza a Glashütte e inició la producción de relojes de pletinas, de carácter industrial y tecnológicamente más modernos. Los relojes presentaban un templo griego como marca de la caja y la esfera lucía la inscripción "Uhrenfabrik Union Glashütte". El director técnico fue el relojero de Glashütte Julius Bergter (1856-1944). Ya en el primer año, Dürrstein anunció la producción de un modelo de gran complicación. Tras seis años, el nuevo edificio de la fábrica de relojes se inauguró el 1 de mayo de 1899, donde aproximadamente 40 empleados comenzaron a producir relojes de bolsillo. Se fabricaron relojes de bolsillo sencillos y cronógrafos de precisión, así como de relojes con complicaciones, y también relojes de bolsillo cronómetros o con tourbillon. Posteriormente, se añadieron relojes de observación astronómica y para la navegación marítima.
Dürrstein falleció el 7 de mayo de 1901 tras una larga enfermedad.
Su hermano, Friedrich Dürrstein, se convirtió en el único propietario de ambas empresas, pero falleció en 1903. Su viuda, Lina Helene Dürrstein, continuó con éxito el negocio. Los relojes de observación y los cronómetros marinos de la Glashütte Uhrenfabrik "Union" recibieron numerosos premios del Observatorio Marítimo Alemán.
Debido a la Primera Guerra Mundial, la posterior debilidad económica de la década de 1920 y la aparición de los relojes de pulsera, las empresas se vieron en dificultades financieras. Con la llegada de la Gran Depresión, la Fábrica de Relojes Glashütte "Union" desapareció en 1926 y, un tiempo después, el mayorista "Dürrstein & Co." también cerraría sus puertas.